# Günther Scharowsky
Günther Scharowsky (* 2. September 1891 in Berlin; † 28. Juni 1953 in Erlangen) war ein deutscher Ingenieur und Manager. Er war Vorstand der Siemens AG. 

## Leben
Nach dem Ersten Weltkrieg trat Günther Scharowsky in die Siemens-Schuckertwerke ein und arbeitete im Entwicklungsbüro der Abteilung Industrie. Im Jahre 1938 wurde er Vorstand, 1949 Vorstandsvorsitzender des Unternehmens. Nach 1945 war er wesentlich am Umzug der Werke von Siemens & Halske (S&H) und Siemens-Schuckert aus Berlin bzw. Hof, aufgrund der Nähe zur sowjetischen Besatzungszone, nach Erlangen sowie dem Neuaufbau der Verwaltung in Erlangen beteiligt. 1951 schied Scharowsky aus dem operativen Geschäft aus und wurde Vorsitzender des Aufsichtsrats. 

## Ehrungen
- 1950: Ehrensenator der TH Darmstadt.

Nach Günther Scharowsky wurde die Günther-Scharowsky-Straße im Erlanger Stadtteil Bruck benannt.